# Zdobycie Gallipoli (1354)
Zdobycie Gallipoli przez Osmanów miało miejsce w marcu 1354 r.
Po okresie prawie 50 lat porażek Bizantyjczycy utracili swoje posiadłości w Azji Mniejszej. Kolejnym celem Osmanów stał się Peloponez oraz Grecja.
W trakcie bizantyjskiej wojny domowej toczonej w latach 1352–1357 walczący na służbie cesarza Jana VI Kantakuzena tureccy żołnierze spustoszyli większą część bizantyjskiej Tracji. W roku 1352 Turcy otrzymali od władcy niewielką twierdzę Tzympe w pobliżu Gallipoli.
Dnia 2 marca 1354 okolicę nawiedziło potężne trzęsienie ziemi, które zniszczyło setki wiosek. Ucierpiały niemalże wszystkie budynki Gallipoli, co pociągnęło za sobą exodus mieszkańców. Sytuację wykorzystał syn sułtana Orchana Sulejman, który zajął miasto i obsadził je tureckimi rodzinami z Anatolii.
Jan VI bezskutecznie starał się odzyskać miasto, oferując Turkom wysokie kwoty pieniężne. Sułtan odrzekł jednak, że nie zajął miasta siłą i nie może zwrócić rzeczy podarowanej przez Allaha. Po zajęciu Gallipoli przez Turków, w Konstantynopolu pojawiły się oznaki paniki. Obawiano się rychłego podejścia Osmanów pod bramy stolicy. Sytuacja polityczna osłabiła rządy Jana VI, który w listopadzie 1354 r. został pozbawiony władzy. Zajęte przez Turków miasto Gallipoli stało się przyczółkiem do inwazji osmańskiej na Europę. W przeciągu kolejnych kilkunastu lat w ręce tureckie dostała się niemalże cała bizantyjska Tracja i główne miasto regionu Adrianopol.